# Anigozanthos viridis
Anigozanthos viridis är en enhjärtbladig växtart som beskrevs av Stephan Ladislaus Endlicher. Anigozanthos viridis ingår i släktet Anigozanthos och familjen Haemodoraceae.

## Underarter
Arten delas in i följande underarter:
- A. v. terraspectans
- A. v. viridis